# ほえろブンブン
『ほえろブンブン』は、「COM」等で連載されていた村野守美による日本の漫画作品（原題は『ほえろボボ』）、およびこれを原作とする和光プロダクション制作のテレビアニメ、マッドハウス制作の劇場アニメである。
当初は「ほえろボボ」というタイトルであったが、一部地域において放送コードに抵触する惧れがあったため、テレビアニメ化に際して「ほえろブンブン」に変更された。

## 概要
本作は、小さな雄の子犬・ブンブンの冒険と成長を描いた冒険漫画である。
『ほえろボボ』のタイトルで「COM」及び「COMコミックス」1971年9月号から1972年3月号にかけて第1部が連載された。第2部の連載はされることなく作者の村野が2011年3月7日に死去したため本作は絶筆の作品となった。
「COM」「COMコミックス」での連載後、「週刊少年マガジン」1972年7月9日号（29号）から9月10日号（39号）にかけてリメイク版（舞台が日本に変わるなど設定が変更されている）が連載されたほか、「月刊テレビランド」1973年3月号から9月号にかけて2度目のリメイク版が連載されている。
後に村野は、「COM」「COMコミックス」に連載されたものが本編で、他誌に連載されたものは別伝であると語っている。
その後、1981年にテレビアニメ化されたのに伴い、「ほえろブンブン」とタイトルを変えて3度目のリメイク版が「テレビランド」「中日新聞」「東京新聞」に連載された。

## ストーリー
生まれてすぐ飼い主に捨てられた小さな雄の子犬・ブンブン。ブンブンは母犬を探す旅路の中で、優しい老犬・ノラや他の犬達と出逢い、逞しく成長してゆく。果たして彼は、無事母犬に再会できるのであろうか？
飼い主である謎の男は闘犬のブリーダーであり、アラスカのホッキョクグマに勝てる最強のマスチーフ犬に鍛え上げるために、わざとブンブンを野良犬の社会に放ったのだった。

## 単行本
- Grand comics「ほえろボボ〈第一部〉」全1巻（1978年、翠楊社）※COM版
- アクションコミックス「ほえろブンブン」全2巻（1980年、双葉社）※COM版に加筆修正を加えたもの
- ヒーローコミックス「ほえろブンブン」全3巻（1980年、日本文芸社）※東京新聞ほか版
- 電子書籍「ほえろブンブン」全4巻（2000年、eBookJapan）※東京新聞ほか版

## アニメ版
以下のアニメ作品が制作されている。それぞれにストーリーの繋がりは全くない。

### 企画書・パイロットフィルム

#### ほえろボボ
1972年頃によみうりテレビで企画されていたが、諸般の事情で幻に終わった企画。早稲田大学演劇博物館に企画書が所蔵されている。1973年には本作のリメイク版が連載されていた「テレビランド」において「テレビ化決定」との煽り文句が掲載されていた。
本企画との関連性は不明であるが、ナックのフィルム倉庫には「ボボ」と書かれたパイロット版のフィルムが所蔵されている。。なお、よみうりテレビとナックは前年に「いじわるばあさん」において手を組んでいる。

#### のら犬ペスの冒険
ナックの企画・制作によるパイロットフィルム。2000年代初頭にニューシネマジャパンから発売されたDVD「アニメの王国・ドナルドダック」および2021年にベストフィールドから発売された『チャージマン研!』のBlu-ray付属の特典DVDに収録。
前述の理由により、今作では「ボボ」から「ペス」にタイトルが変更されている。作中には「BOBO」と書かれたタイヤが登場するシーンが存在し、原作が「ほえろボボ」であることを示唆している。また、ペスの声を野沢雅子が演じている。

### テレビアニメ

#### ほえろブンブン（単発特番）
東京12チャンネル（現：テレビ東京）にて1980年4月2日にアニメ特番として放送された。和光プロダクション制作。30分ものが3本のオムニバス形式で、テレビシリーズとのストーリー上の繋がりは無い。映像ソフト化はされていない。

#### ほえろブンブン（テレビシリーズ）
特番の好評を受けて、1980年10月9日から翌年7月9日まで、週一放送のレギュラー番組としてお菓子メーカー・ギンビスの一社提供で放送された。全38話。放送時間は、木曜 19時00分 - 19時30分。
全話の映像ソフト化はされていないが、総集編の形でVHSやDVDが発売されている。なお、2001年にAT-Xやキッズステーションにて再放送が行われたことがある。

##### キャスト
- ブンブン - 松島みのり
- ノラ - 前田昌明
- ポン太 - 肝付兼太
- ビッグ - 田の中勇

その他 - 藤本譲、池田勝、屋良有作、たてかべ和也、前田敏子、武藤礼子、向殿あさみ、二又一成、名取幸政、西村知道、石丸博也、潘恵子、千葉繁、他

##### スタッフ
- 原作 - 村野守美（徳間書店刊、『月刊テレビランド』連載）

※なお、OPクレジットには表示されないが、『中日新聞』と『東京新聞』の日曜版にも連載されていた。
- 企画 - 高橋澄夫（和光プロダクション）
- プロデューサー - 江津兵太（東京12チャンネル）、郷田三郎（和光プロダクション）
- 制作デスク - 杉山健児
- 脚本 - 鳥海尽三、海老沼三郎、三宅直子、山中延高、雨宮雄児、中原朗 他
- チーフディレクター、演出 - 大町繁
- サブ・ディレクター - 正木修一
- 作画監督 - 昆進之介、森安夫、鈴木英二、篠田章、鈴木康彦
- 原画 - 平山則夫、鈴木康彦、井上和夫、外山一博、原完治、箕輪美恵子、田渕正三、アド・コスモ他
- 動画 - 滑川悟、林田雅子、正井融、小山規、堀田繁夫、佐藤隆幸、土肥一宏、堀口元気、中島京子、福山正敏、佐々木真由美、只野和子、荒木理恵、臼井孝二、池内美雪、本間典子、岩堀房子、鈴木大介、高橋公、藤井一郎、豊島光子、富川由紀子、祝浩司、井内弘子、他
- 美術 - 畑淳一、池田祐二、小林七郎
- 色指定 - 伏見和、高橋行子、田島好永、伊藤早苗、他
- 仕上 - にしこプロダクション、スタジオ・ユニコーン、龍プロダクション、イージーワールド・プロ、アド・コスモ他
- 撮影監督 - 弘野正之、角田秀一、武川昌志
- 音楽 - 角田圭伊悟、上野哲生
- 録音演出 - 千葉耕市
- 音響効果 - 佐藤一俊（E＆M）
- 音響プロデューサー - 千田啓子
- オーデオ制作 - 千田啓子（クルーズ）
- 現像 - 東京現像所
- 製作 - 東京12チャンネル、和光プロダクション

##### 主題歌

###### オープニングテーマ
「遙かなる旅路」
作詞 - 村野守美、雨宮雄児 / 作曲 - 角田圭伊悟 / 編曲 - 上野哲生 / 唄 - 松尾香

###### エンディングテーマ
「ママのセレナーデ」
作詞 - 雨宮雄児 / 作曲 - 角田圭伊悟 / 編曲 - 上野哲生 / 唄 - 松尾香
※主題歌EPは、東芝EMI（現 - EMIミュージック・ジャパン）からリリースされた。

##### 各話リスト
| 話 | 初回放送日     | サブタイトル                              | 脚本       | 作画監督 |
| -- | -------------- | ----------------------------------------- | ---------- | -------- |
| 1  | 1980年 10月9日 | 母を探して･･･川をながされてきた小犬       |            |          |
| 2  | 10月16日       | 母を探して･･･のら犬のおきて               | 雨宮雄児   | 鈴木英二 |
| 3  | 10月23日       | 母を探して･･･ぼく、のら犬になるんだ       | 雨宮雄児   | 鈴木英二 |
| 4  | 10月30日       | 母を探して･･･ブンブン、旅に出る           | 雨宮雄児   | 鈴木英二 |
| 5  | 11月6日        | 母を探して･･･闘犬ラッキーの友情           | 雨宮雄児   | 鈴木英二 |
| 6  | 11月13日       | 母を探して･･･ブンブンの初恋               |            |          |
| 7  | 11月20日       | 母を探して･･･ブンブン、危機一髪           |            |          |
| 8  | 11月27日       | 母を探して･･･ゴーストタウンの口笛         |            |          |
| 9  | 12月4日        | 母を探して･･･犬のいない町                 |            |          |
| 10 | 12月11日       | 母を探して･･･ハイヒールをはいたポンタ     | 雨宮雄児   | 鈴木英二 |
| 11 | 12月18日       | 母を探して･･･ブンブン、サーカスで闘う     | 三宅直子   | 鈴木康彦 |
| 12 | 12月25日       | 母を探して･･･ママは金網の中               | 中原朗     | 鈴木英二 |
| 13 | 1981年 1月8日  | 母を探して･･･ママの顔はどんな顔?          | 雨宮雄児   | 篠田章   |
| 14 | 1月15日        | 母を探して･･･火を吹く銃口                 |            |          |
| 15 | 1月22日        | 母を探して･･･砂漠で生きろ                 |            |          |
| 16 | 1月29日        | 母を探して･･･嵐に負けるな                 |            |          |
| 17 | 2月5日         | 母を探して･･･のら犬の城                   |            |          |
| 18 | 2月12日        | 母を探して･･･嵐に走れ!SOS                 | 三宅直子   | 篠田章   |
| 19 | 2月19日        | 母を探して･･･死神のいる町                 | 三宅直子   | 森安夫   |
| 20 | 2月26日        | 母を探して･･･炎の森の奇跡                 | 中原朗     | 篠田章   |
| 21 | 3月5日         | 母を探して･･･闘犬師のワナ                 | 雨宮雄児   | 鈴木康彦 |
| 22 | 3月12日        | 母を探して･･･めざせ!ママのいる町          | 三宅直子   | 篠田章   |
| 23 | 3月19日        | 母を探して･･･乱闘・闘犬場                 | 雨宮雄児   | 篠田章   |
| 24 | 3月26日        | 母を探して･･･あれがママの声               | 三宅直子   | 篠田章   |
| 25 | 4月9日         | 母を探して…ライフルに向かって走れ         | 雨宮雄児   | 篠田章   |
| 26 | 4月9日         | 母を探して…めぐり逢う日                   | 三宅直子   | 森安夫   |
| 27 | 4月16日        | 母を探して･･･新しい旅立ち                 | 鳥海尽三   | 昆進之介 |
| 28 | 4月23日        | 母を探して･･･ママの箱舟                   | 鳥海尽三   | 昆進之介 |
| 29 | 4月30日        | 母を探して･･･ワンワン大脱走               | 海老沼三郎 | 昆進之介 |
| 30 | 5月7日         | 母を探して･･･5匹の小犬                    | 鳥海尽三   | 昆進之介 |
| 31 | 5月14日        | 母を探して･･･草原の対決                   | 山中延高   | 昆進之介 |
| 32 | 5月21日        | 母を探して･･･消えた猛獣                   | 海老沼三郎 | 昆進之介 |
| 33 | 5月28日        | 母を探して･･･死神の洞窟                   | 鳥海尽三   | 昆進之介 |
| 34 | 6月4日         | 母を探して･･･闘犬場の決闘                 | 海老沼三郎 | 昆進之介 |
| 35 | 6月11日        | 母を探して･･･のら犬の友情                 | 山中延高   | 昆進之介 |
| 36 | 6月18日        | 母を探して･･･ママが呼んでいる             | 鳥海尽三   | 昆進之介 |
| 37 | 6月25日        | 母を探して･･･大空へ消えたママ             | 鳥海尽三   | 昆進之介 |
| 38 | 7月2日         | 母を探して･･･銃撃戦の町                   | 海老沼三郎 | 昆進之介 |
| 39 | 7月9日         | 母を探して･･･ママ、もうどこにも行かないで | 海老沼三郎 | 昆進之介 |

##### 放送局
放送時間は個別に出典が提示されているものを除き1980年10月中旬 - 11月上旬時点のものとする。
- 東京12チャンネル：木曜 19:00 - 19:30
- 青森放送：火曜 17:00 - 17:30（1980年10月21日から放送開始）
- 秋田テレビ：月曜 17:00 - 17:30
- 山形テレビ：日曜 6:00 - 6:30[11]
- 福島中央テレビ：日曜 7:00 - 7:30（1981年5月 - 9月）→ 日曜 6:15 - 6:45（1981年11月 - 1982年1月）[12]
- 新潟総合テレビ：火曜 17:30 - 18:00[13]
- KBS京都：金曜 18:30 - 19:00
- サンテレビ：木曜 19:00 - 19:30

### 劇場アニメ

#### ほえろブンブン
1987年4月にマッドハウスによって劇場アニメ化された。キャストやスタッフはテレビアニメ版とは異なる。

##### キャスト
- ブンブン - 戸田恵子
- ノラ - 大塚周夫
- ボス犬 - 塩沢兼人
- 不良犬A - 塩屋浩三
- 不良犬B - 平野正人
- 子供 - 江森浩子

##### スタッフ
- 原作：村野守美（汐文社刊）
- 監督：平田敏夫
- 脚本：竹内啓雄
- キャラクターデザイン・作画監督：兼森義則
- 美術監督：青木勝志
- 撮影監督：石川欽一
- 音響監督：明田川進
- 音響効果：倉橋静男（東洋音響）
- 音楽：小森昭宏
- プロデューサー：丸山正雄、岩瀬安輝
- 製作：マッドハウス、マジックカプセル
- 配給：宮城祭映画センター